# Palais des Sports de Beaulieu
Palais des Sports de Beaulieu er en indendørs multiarena i Nantes, Frankrig, med plads til 5,500 tilskuere til håndboldkampe. Arenaen er hjemmebane for håndboldholdende Nantes Atlantique Handball og HBC Nantes.